# حمله ایالات متحده آمریکا به گرنادا

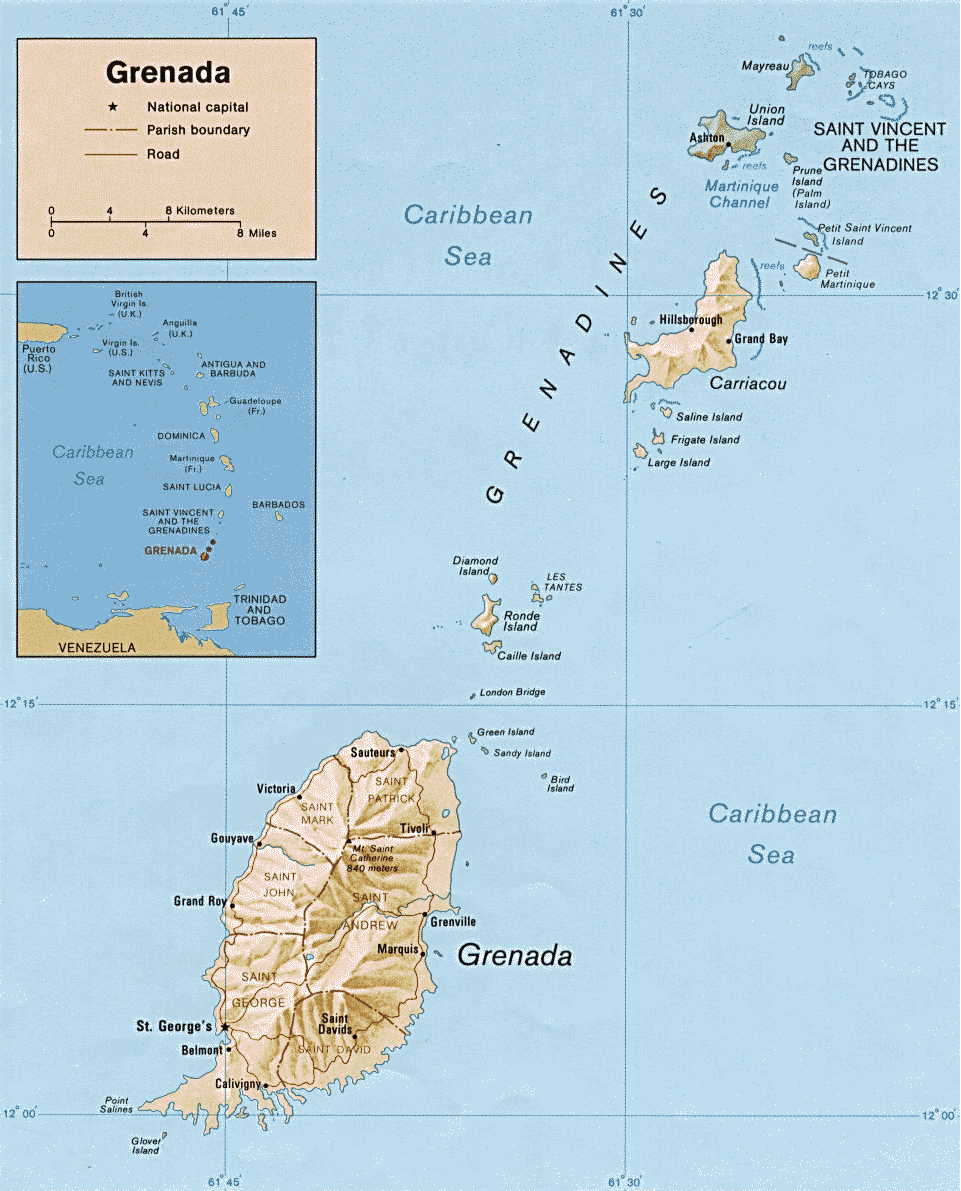
گرنادا

تهاجم آمریکا به گرنادا با نام رمز عملیات خشم اضطراری در سال ۱۹۸۳ انجام شد. در این عملیات نظامی ایالات متحدهٔ آمریکا به گرنادا، جزیره‌ای در دریای کارائیب با جمعیت ۹۱۰۰۰ نفر در صد مایلی شمال ونزوئلا، حمله کرد و نتیجهٔ آن پیروزی ایالات متحدهٔ آمریکا در عرض چند هفته بود. محرک این حمله یک کودتای خونین نظامی بود که منجر به به‌قدرت‌رسیدن یک دولت انقلابی به مدت چهار سال شده بود و این حمله موجب شد تا دولت قانونی دوباره بر سر کار آید. گرنادا در سال ۱۹۷۴ از بریتانیا استقلال گرفت. چپگرایان جنبش جواهر نوین در کودتایی در سال ۱۹۷۹ قدرت را به دست گرفته و قانون اساسی را معلق نمودند. پس از کشمکش قدرت در درون حکومت در سال ۱۹۸۳ که منجر به برکناری و کشتن نخست‌وزیر انقلابی موریس بیشاپ شد تهاجم در بامداد روز ۲۵ اکتبر ۱۹۸۳ آغاز شد.
نیروهای واکنش سریع نیروی زمینی، تفنگداران دریایی ایالات متحدهٔ آمریکا، نیروی دلتا، نیروی زمینی و نیروی دریایی و دیگر نیروهای ایالات متحدهٔ آمریکا که بالغ بر ۷۶۰۰ تن از ایالات متحده، جامائیکا و اعضای سیستم امنیتی منطقه (آراس‌اس) می‌شدند در این عملیات شرکت داشتند و پس از انجام عملیات هوایی در ارتفاع پایین بر فراز فرودگاه پوینت سالینس در جنوبی‌ترین نقطهٔ جزیره و همزمان با انجام عملیات هلیکوپترهای تفنگداران دریایی و پیاده شدن نیروهای آبی خاکی در شمالی‌ترین نقطهٔ جزیره در فرودگاه پرل مقاومت گرنادا را در هم شکستند. رژیم نظامی هادسن آستین برکنار شد و فرماندار کل پل اسکون دولت موقتی را به جای آن تا زمان انتخابات سال ۱۹۸۴ منصوب نمود.
این تهاجم به گونهٔ گسترده‌ای از سوی افکار عمومی مردم ایالات متحده و همچنین برخی از گروه‌های محلی گرنادا که رژیم پس از کودتا را غیرقانونی می‌دانستند پشتیبانی گردید، ولی از سوی بریتانیا، کانادا، ترینیداد و توباگو و مجمع عمومی سازمان ملل متحد محکوم گردیده و نقض فاحش قوانین بین‌المللی خوانده شد.

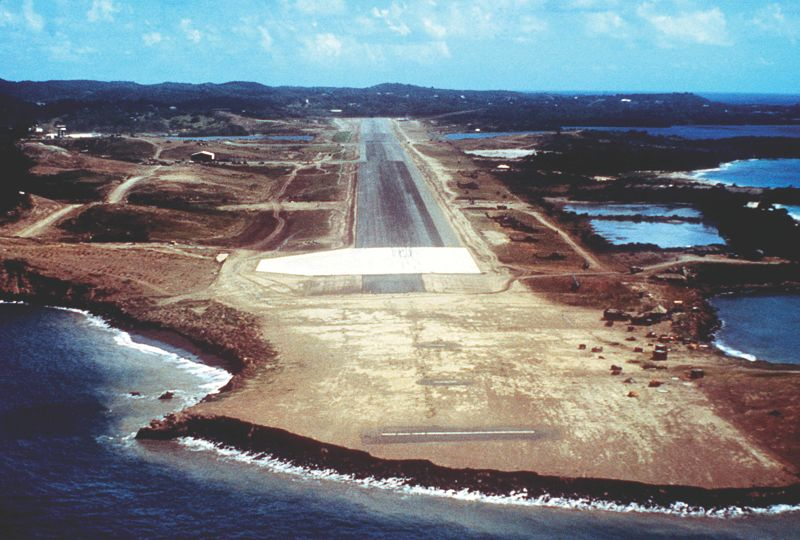
فرودگاه بین‌المللی پوینت سالینس، گرنادا

سالگرد این تهاجم امروزه در گرنادا تعطیل عمومی است و روز شکرگزاری نامیده می‌شود و فرودگاه بین‌المللی پوینت سالینس نیز به افتخار نخست‌وزیر موریس بیشاپ به نام او نام‌گذاری شده‌است.

## پیش زمینه

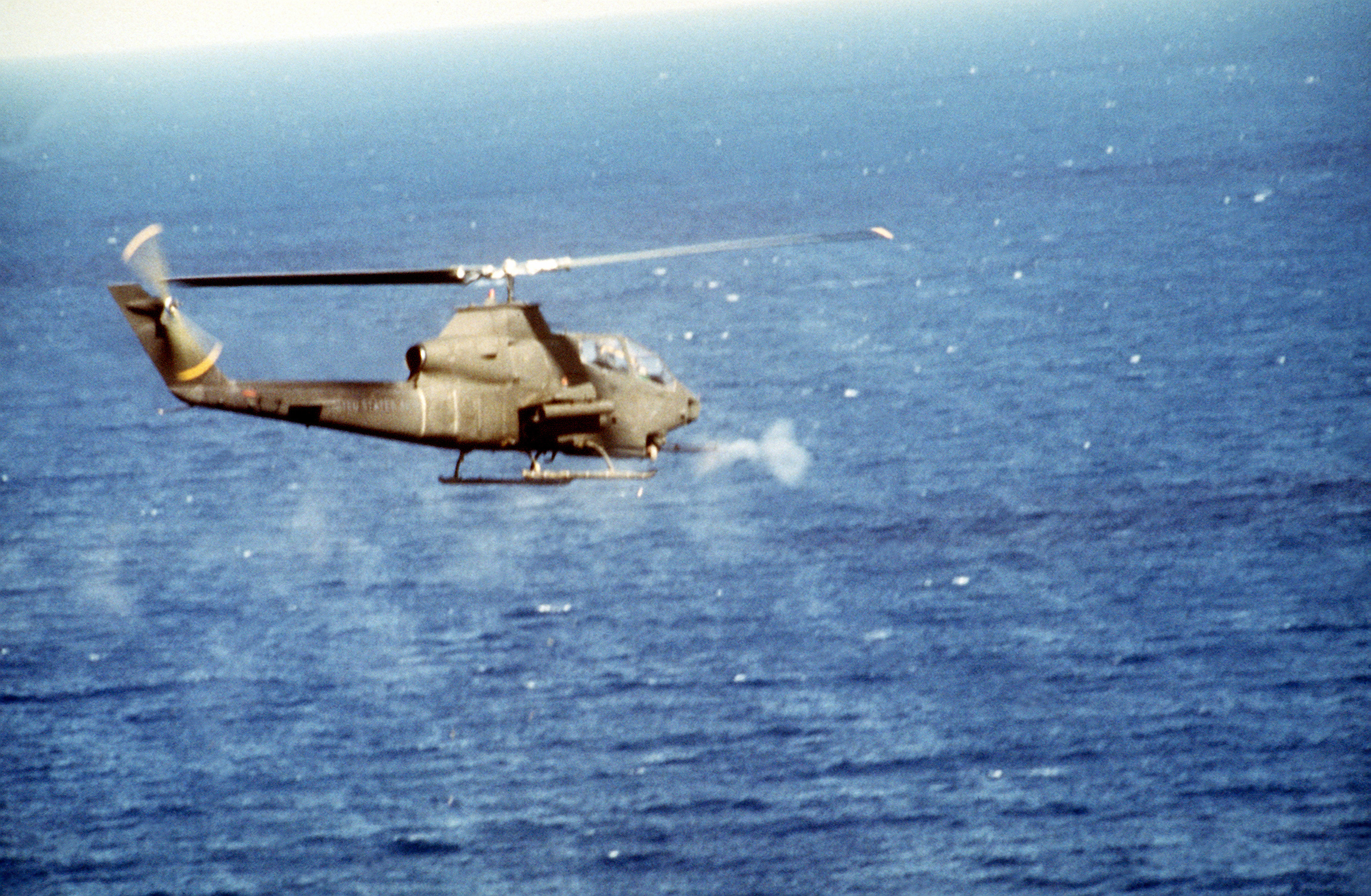
یک فروند هلیکوپتر بل ای‌اچ-۱ کبرا متعلق به نیروی زمینی ایالات متحدهُ آمریکا هنگام شلیک در عملیات خشم اضطراری

سر اریک گری در سال ۱۹۷۴ گرنادا را از بریتانیا مستقل نمود. این سال مصادف بود با درگیری‌های داخلی در گرنادا و فضای سیاسی بسیار ملتهب بود و گرچه گری رئیس حزب متحد کارگران گرنادا در انتخابات عمومی سال ۱۹۷۴ ادعای پیروزی نمود، ولی اپوزیسیون نتیجهٔ انتخابات را غیرقانونی دانست. درگیری‌های داخلی شکل خشونت‌های خیابانی به خود گرفت. این خشونت‌ها میان هواخواهان دولت و دسته‌های سازماندهی شده به وسیلهُ جنبش جواهر نوین بود. در اواخر دههٔ ۱۹۷۰ جنبش جواهر نوین برای سرنگونی دولت برنامه‌ریزی کرد. اعضای حزب آغاز به دریافت آموزش‌های نظامی خارج از گرنادا کردند. در سیزدهم مارس ۱۹۷۹ هنگامی که گری خارج از گرنادا به سر می‌برد، جنبش جواهر نوین که رهبر آن موریس بیشاپ بود انقلابی مسلحانه را آغاز کرده و رژیم را سرنگون نمود و رژیم انقلابی خلق را بنیان گذاشت.
در تاریخ ۱۴ اکتبر ۱۹۸۳ یک انشعاب از حزب که رهبر آن معاون نخست‌وزیر برنارد کُرد بود قدرت را در دست گرفت. بیشاپ تحت بازداشت خانگی درآمد. اعتراض عمومی علیه این اقدام باعث شد که بیشاپ از حبس فرار کرده و دوباره به عنوان رئیس دولت قدرت را به دست بگیرد. سرانجام بیشاپ دوباره دستگیرشده و همراه با دیگر دولتمردان وفادار به او به قتل رسید. ارتش زیر فرماندهی هادسن آستین یک شورای نظامی برای حکومت تشکیل داد. فرماندار کل پل اسکون تحت بازداشت خانگی قرار گرفت. ارتش به مدت چهار روز حکومت نظامی اعلام کرد و چنانچه کسی در خیابان دیده می‌شد بی درنگ اعدام می‌گردید.
سازمان دولت‌های کارائیب خاوری همچنین ملت‌های باربادوس و جامائیکا از ایالات متحده درخواست کمک کردند. طبق گزارش یکی از گزارشگران نیویورک تایمز این درخواست رسمی به درخواست دولت آمریکا که قبلاً تصمیم به عملیات نظامی گرفته بود انجام شد. مقامات آمریکایی قتل بیشاپ و بی‌ثباتی عمومی سیاسی در کشوری که نزدیک به مرزهای آمریکاست و همچنین حضور دانشجویان پزشکی آمریکا در دانشگاه سن‌جرج را دلیل مداخلهُ نظامی عنوان کرد. این گزارشگر ادعا نمود که دلیل اخیر برای به دست آوردن پشتیبانی افکار عمومی عنوان شد.
در تاریخ ۲۵ اکتبر گرنادا مورد تهاجم نیروهای گوناگون ایالات متحده و سیستم امنیتی منطقه‌ای آن که مرکز آن در باربادوس بود قرار گرفت. سازمان ملل با ۱۰۸ رای موفق، ۹ رای مخالف و ۲۷ رای ممتنع این تهاجم را نقض آشکار قوانین بین‌المللی اعلام کرد و شورای امنیت نیز قطعنامهُ مشابهی را در نظر گرفت که با وتوی ایالات متحدهُ آمریکا تصویب نشد.

### فرودگاه

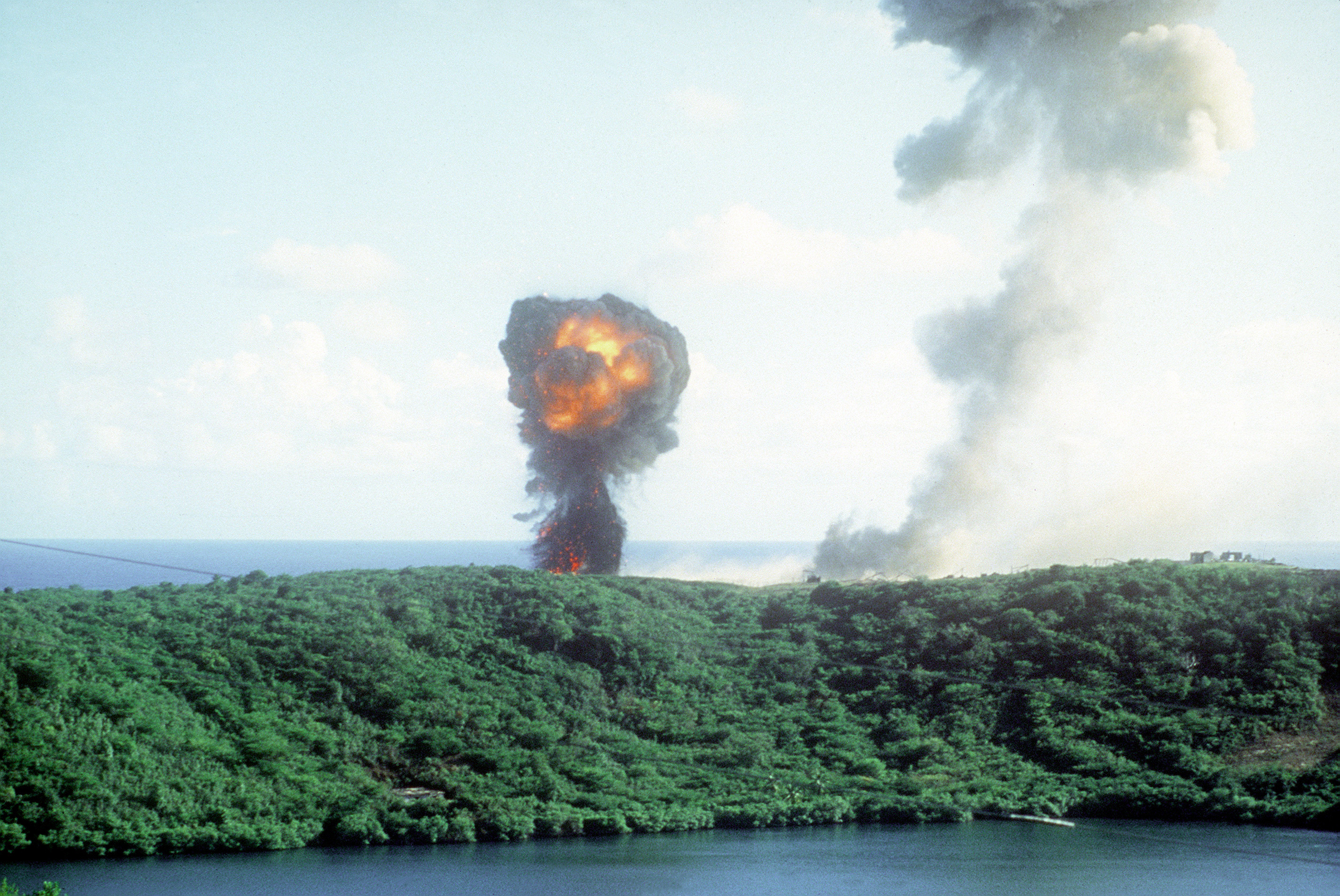
یک انفجار به هنگام بمباران

دولت بیشاپ با کمک بریتانیا، کوبا، لیبی، الجزایر و کشورهای دیگر آغاز به ساخت فرودگاه بین‌المللی پوینت سالیناس نمود. ساخت این فرودگاه را بریتانیا ابتدا در سال ۱۹۵۴ هنگامی که گرنادا هنوز مستعمرهُ بریتانیا بود پیشنهاد نمود. این فرودگاه را کانادا طراحی نمود و هزینه‌اش را بریتانیا به عهده گرفت و بخشی از آن به وسیلهُ شرکتی در لندن ساخته شد. دولت آمریکا گرنادا را متهم به ساخت امکاناتی برای کمک به نظامیان شوروی و کوبا کرد. از دید آمریکا این فرودگاه که درازای آن سه کیلومتر بود می‌توانست فرودگاه مناسبی برای فرود و برخاست بزرگترین هواپیماهای شوروی مانند آنتونوف-۱۲٬۲۲٬۱۲۴ باشد و ترابری تسلیحات شوروی و کوبا را به آمریکای مرکزی افزایش داده و نفوذ شوروی در این منطقه را گسترش دهد. بیشاپ می‌گفت که این فرودگاه برای جابه‌جایی توریست‌ها با هواپیماهای مسافربری در نظر گرفته شده و این هوپیما‌ها توانایی فرود بر روی باند فرودگاه پرل در شمالی‌ترین نقطهُ این کشور را ندارند و فرودگاه پرل هم گسترش پذیر نیست زیرا باند آن از یک سو به کوه و از سوی دیگر به اقیانوس منتهی می‌شود.
در سال ۱۹۸۳ رُن دیلامز عضو آن زمان مجلس نمایندگان آمریکا که از سوی نخست‌وزیر گرنادا دعوت شده بود به عنوان مأمور حقیقت‌یاب به این کشور سفر کرد. دیلامز یافته‌های خود را در برابر کنگره چنین توصیف کرد:
«.... بر پایهُ مشاهدات شخصیم و همچنین بحث و تحلیل بر سر فرودگاه بین‌المللی جدید در حال ساخت در گرنادا استنباط من این است که این پروژه با هدف توسعه اقتصادی در حال انجام است و نه برای مقاصد نظامی. به نظر من این که دولت ایالات متحده این فرودگاه را تهدیدی نظامی برای امنیت ملی خود در نظر بگیرد کاملاً پوچ و بی‌معنی است.»
در مارس ۱۹۸۳ رونالد ریگان رئیس‌جمهور وقت ایالات متحده اخطار کرد که نظامی سازی کوبای کمونیست تهدیدی برای ایالات متحده و منطقهُ کارائیب است. از سویی منابع اطلاعاتی ایالات متحده نیز به منافع فزایندهٔ شوروی در جزیرهُ گرنادا اشاره می‌نمودند. ریگان می‌گفت که یک باند ۹۰۰۰ پایی و تعداد بسیار زیاد تانک‌های سوخت در این فرودگاه برای پروازهای تجاری غیرلازم است و مدارک نشان می‌دهد که این فرودگاه قرار است یک پایگاه هوایی مشترک کوبا و شوروی گردد.

## تهاجم

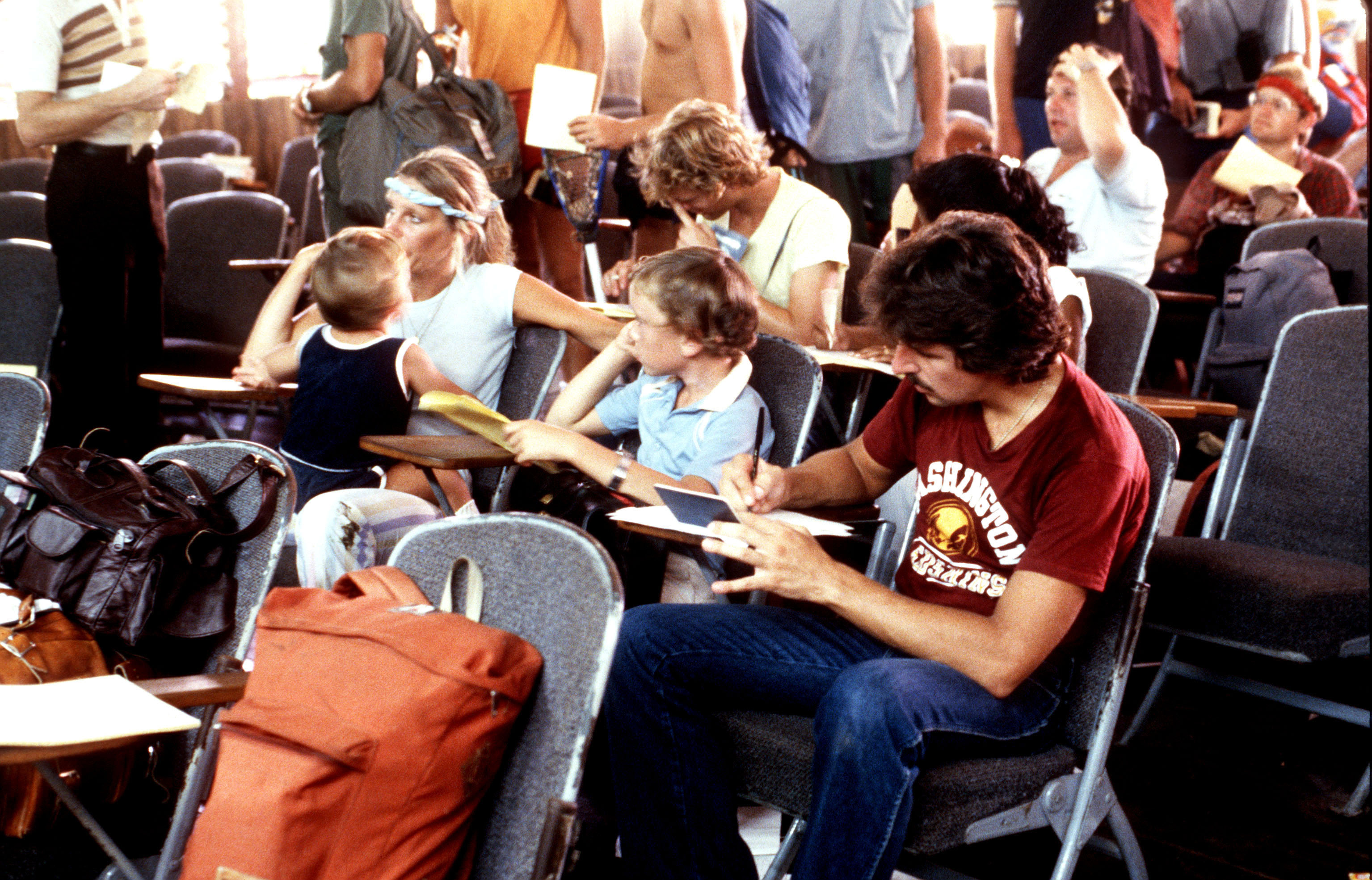
بررسی تهاجم آمریکا به گرنادا

تهاجم آمریکا در ساعت ۵ بامداد ۲۵ اکتبر ۱۹۸۳ آغاز شد. نیروهای آمریکایی در فرودگاه بین‌المللی گرنتلی آدامز سوخت‌گیری کرده و عازم جزیرهٔ باربادوس شدند و پیش از طلوع خورشید در مسیر گرنادا قرار گرفتند. این نخستین عملیات بزرگ نظامی ایالات متحده پس از جنگ ویتنام بود. دریاسالار جوزف متکاف در این عملیات فرماندهٔ نیروهای ایالات متحده بود. نبرد چند روز ادامه یافت و نیروهای مهاجم با ۱۵۰۰ سرباز گرنادایی و ۷۰۰ سرباز کوبایی مواجه شدند.
منابع رسمی آمریکایی می‌گویند که برخی از مدافعان از پیش آماده شده و به خوبی موضع‌گیری کرده بودند و سرسختانه مقاومت می‌کردند به گونه‌ای که ایالات متحده دو گردان دیگر را شبانگاه ۲۶ اکتبر به منطقه فراخواند. ۱۹ نفر از نیروهای آمریکایی کشته شده و ۱۹۶ نفر از آنها زخمی گردیدند. ۲۵ تن از نیروهای کوبایی کشته و ۳۵۸ نفر زخمی شدند. دست کم ۲۴ غیرنظامی نیز کشته شدند که چند نفر آنان در بمباران تصادفی بیمارستان روانی گرنادا کشته شدند.

## واکنش‌ها در ایالات متحده
یک ماه پس از این تهاجم مجلهٔ تایم این تهاجم را دارای پشتیبانی گستردهٔ مردمی دانست. یک گروه پژوهشی کنگرهٔ آمریکا این تهاجم را موجه دانست، زیرا این گونه استنباط می‌کرد که اعضای کنگره احساس می‌کنند که دانشجویان آمریکایی مشغول تحصیل در نزدیک باند مورد مشاجره ممکن است مانند دیپلمات‌های آمریکایی در ایران به گروگان گرفته شوند. این گزارش گروه باعث شد سخنگوی کاخ سفید نظرش را از مخالف به موافق تغییر دهد.
ولی برخی از اعضای گروه پژوهشی مخالف این یافته‌ها بودند. لوییس استوکس نمایندهُ اوهایو گفت:
«هیچ تبعهٔ آمریکایی چه کودک و چه بزرگسال پیش از تهاجم در موقعیت گروگانگیری قرار نداشت.»
شبانگاه ۲۵ اکتبر ۱۹۸۳ گویندهٔ اخبار تد کاپل در برنامهٔ نیوزکست نایتلاین با دانشجویان پزشکی مشغول تحصیل در گرنادا تلفنی صحبت کرد و آنها اظهار داشتند که احساس امنیت می‌کنند و هیچ خطری آنها را تهدید نمی‌کند. شب بعد دوباره در یک تماس تلفنی دانشجویان پزشکی به کاپل گفتند که خیلی از این تهاجم سپاسگذار‌ند و از رنجرهای ارتش به خاطر این که جان آنها را نجات دادند تشکر کردند. مقامات دپارتمان ایالتی به دانشجویان پزشکی اطمینان دادند که می‌توانند تحصیلات خود را در ایالات متحده به پایان برسانند.
برنارد گوئور تسمن در روزنامه نیویورک تایمز (به تاریخ 29 اکتبر) به این موضوع اشاره کرد که این اقدام ارتش آمریکا «یک مانور نیمه واقعی» بوده است که دیگر کشور ها، به قدرت نظامی آمریکا پی ببرند.

## واکنش‌های بین‌المللی
با ۱۰۸ رای موافق در برابر ۹ رای مخالف (آنتیگوآ و باربودا، باربادوس، دومینیکن، السالوادر، اسرائیل، جامائیکا، سن لوسیا، سن وینسنت، گرنادین و ایالات متحده) و ۲۷ رای ممتنع مجمع عمومی سازمان ملل متحد قطعنامهٔ ۳۸/۷ را به تصویب رساند. طبق این قطعنامه مداخلهٔ نظامی در گرنادا شدیداً محکوم شده و نقض فاحش قوانین بین‌المللی و تجاوز به استقلال، حاکمیت ملی و تمامیت ارضی یک کشور به شمار آمد. دولت چین مداخلهٔ ایالات متحده را سلطه‌طلبی آشکار دانست. دولت اتحاد جماهیر شوروی نیز گفت که گرنادا از مدت‌ها پیش هدف تهدیدهای ایالات متحده بوده و این تهاجم را نقض قوانین بین‌المللی دانست و گفت اگر حمله به گرنادا نادیده گرفته شود کشورهای کوچک در برابر تهدیدهای ایالات متحده احساس امنیت نخواهند کرد. دولت‌های برخی از کشورها مداخلهٔ ایالات متحده را بازگشت به دوران بربریت دانستند. برخی از دولت‌ها نیز اظهار داشتند که ایالات متحده به وسیلهٔ این تهاجم چندین قرارداد بین‌المللی را که خود یکی از طرفین آن بوده را نادیده گرفته‌است.
قطعنامهٔ مشابهی نیز در شورای امنیت سازمان ملل مورد بحث قرار گرفت، ولی با وجود پشتیبانی گستردهٔ اعضاء، ایالات متحده آن را وتو نمود.
گرنادا یکی از کشورهای مشترک‌المنافع انگلیس است و پس از تهاجم آمریکا درخواست کمک از دیگر کشورهای مشترک‌المنافع نمود. این تهاجم بیش از همه مورد مخالفت بریتانیا، ترینیداد و توباگو و کانادا قرار گرفت. نخست‌وزیر بریتانیا مارگارت تاچر با این تهاجم مخالفت کرد و وزیر امور خارجهٔ بریتانیا جفری هو یک روز پیش از تهاجم در حالی که هیچ اطلاعی از یک مداخلهٔ نظامی احتمالی نداشت به مجلس عوام فراخوانده شد.

## پیامدها
پس از پیروزی ایالات متحده فرماندار کل پل اسکون دولتی را در دسامبر ۱۹۸۳ با انتصاب نیکلاس برثویت به عنوان رئیس دولت تشکیل داد. در انتخابات دموکراتیک که در دسامبر ۱۹۸۴ برگزار شد حزب ملی گرنادا پیروز شد و دولتی به رهبری نخست‌وزیر هربرت بلیز تشکیل گردید.
نیروهای ایالات متحده پس از پایان عملیات نظامی در ماه دسامبر در قالب عملیات نسیم جزیره در گرنادا ماندند. نیروهایی که در جزیره باقی‌ماندند عبارت بودن از پلیس نظامی، نیروهای ویژه و وابسته‌های اطلاعاتی که مأمور امن‌سازی جزیره بودند و به اعضای نیروهای حافظ صلح کارائیب و نیروی پلیس سلطنتی گرنادا کمک می‌کردند.
روز ۲۵ اکتبر برای گرامیداشت این تهاجم تعطیل عمومی است و روز شکرگزاری نامیده می‌شود. دانشگاه سن جرج بنای یادبودی را در محوطهٔ دانشگاه به یاد نیروهای آمریکایی کشته شده به هنگام تهاجم ساخته‌است و هر سال مراسم یادبودی در این روز برگزار می‌کند.
در روز ۲۹ می ۲۰۰۹ فرودگاه بین‌المللی پوینت سالینس رسماً به افتخار رهبر پیشین گرنادا موریس بیشاپ نام گرفت.